# Ketanji Brown Jackson
Ketanji Brown Jackson   (Washington DC, 14 de setembre de 1970) és una advocada i jutgessa estatunidenca. Jutge federal a la Cort d'Apel·lacions dels Estats Units per al Circuit del Districte de Columbia d'ençà del 2021 és actualment la candidata al Tribunal Suprem de Joe Biden, a l'espera de la confirmació al Senat.
Nascuda a Washington, D.C. i criada a Miami, Florida, Jackson va estudiar dret a la Universitat Harvard, i s'hi va implicar com a editora de la Harvard Law Review. Començà la seva carrera legal gràcies a tres beques, inclosa una amb el jutge associat de la Cort Suprema dels Estats Units Stephen Breyer. Abans de la seva elevació a un tribunal d'apel·lació, del 2013 al 2021, va ser jutge de districte del Tribunal de Districte dels Estats Units per al Districte de Columbia. Jackson també va ser vicepresidenta de la Comissió de Sentència dels Estats Units del 2010 al 2014. D'ençà del 2016, és membre de la Junta de Supervisors de Harvard.
El 25 de febrer de 2022, el president dels Estats Units, Joe Biden, va nomenar Jackson com a jutge associada de la Cort Suprema dels Estats Units, omplint la vacant creada per la jubilació de Breyer convertint-se en la primera dona negra a seure a la Cort Suprema.

## Biografia
Ketanji Jackson nasqué el 14 de setembre de 1970 a Washington, DC, filla d'educadors, Johnny i Ellery Brown, tots dos graduats de col·legis i universitats històricament negres. Quan tenia 4 anys, la família es va traslladar a Miami, Florida, quan el seu pare, un antic professor d'història (que Jackson cita com a inspiració), va estudiar a la Facultat de Dret de la Universitat de Miami a temps complet mentre la família vivia en un habitatge al campus. Aquest esdevingué posteriorment l'advocat en cap de la Junta de l'Escola Pública del Comtat de Miami-Dade; mentre que la seva mare es va convertir en la directora de la New World School of the Arts, ubicada al Miami Dade College, càrrec que ocupà de 1993 a 2007. El seu germà, Ketajh Brown, és un graduat de la Universitat de Howard i un antic oficial de policia que es va unir a l'exèrcit dels Estats Units després dels atacs de l'11 de setembre i va complir dos períodes de servei a la guerra de l'Iraq. Jackson és neboda d'antics oficials, inclòs Calvin Ross, que va exercir 40 anys com a cap del Departament de Policia de Miami, després secretari del Departament de Justícia Juvenil de Florida nomenat pel llavors governador Lawton Chiles, i finalment cap de policia de la Florida A&M University. abans de jubilar-se el 2012.
Jackson va créixer a l'àrea de Miami i es graduà a la Miami Palmetto Senior High School el 1988. Durant el darrer any, va guanyar el títol nacional d'oratori als Campionats Nacionals de la Lliga Forense Catòlica a Nova Orleans, el segon torneig de debat de secundària més gran dels Estats Units.

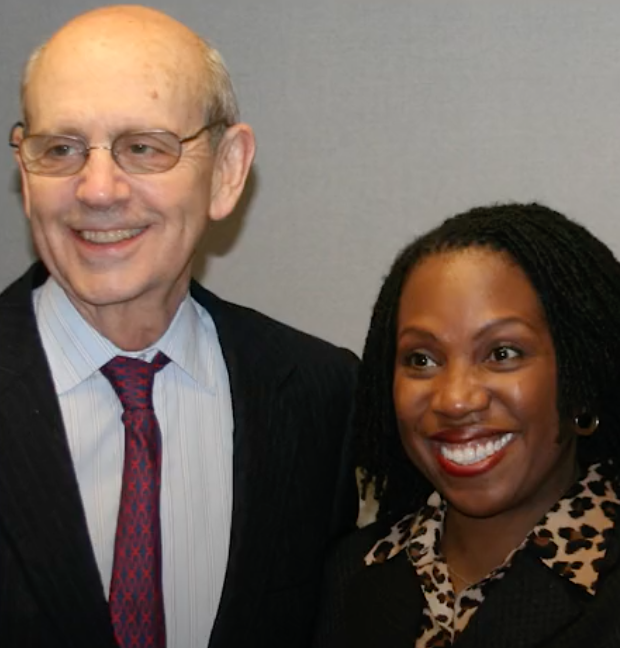
Ketanji Brown amb el jutge Stephen Breyer

Després de l'escola secundària, Jackson va estudiar govern a la Universitat Harvard. Va fer comèdia d'improvisació i va prendre classes de teatre, tot liderant protestes contra un estudiant que mostrava una bandera confederada des de la finestra del seu dormitori. El 1992 Jackson es va graduar amb un A.B. magna cum laude, havent escrit una tesi titulada "La mà de l'opressió: processos de negociació de declaracions i coacció dels acusats penals".
Jackson va treballar com a periodista i investigadora per a la revista Time de 1992 a 1993 i després va integrar la Harvard Law School, on va ser editora supervisora de la Harvard Law Review. Es va graduar l'any 1996 amb un Juris Doctor cum laude.